# Dęboróg II

Dęboróg synów Ofana (Iwana) i Fedora z Grodzieńszczyzny.

Dęboróg II (st.rus. Duboroh) – polski herb szlachecki pochodzenia litewskiego (dziś głównie występujący na terytorium Białorusi i Ukrainy), z nobilitacji, odmiana herbu Dęboróg.

## Opis herbu
W polu zielonym pień naturalny z trzema sękami, z zaćwieczonymi dwoma rogami jelenia złotymi, prawy o siedmiu, lewy o sześciu rosochach. 
W klejnocie pięć piór strusich (pierwotnie jedno pióro). 
Taki blazon jest w akcie nobilitacyjnym Ofanasowiczów, RPADA w Moskwie zawiera następujący blazon: 

Herb olenie roha v dereve dubovom vrosłyje v zelenom poli z hełmom a nad hełmom piero strusovo (...) herb (...) duboroh.

Według Album armorum..., s. 111 herb w pierwotnej wersji wyglądał tak: 

Pień z pięcioma sękami w słup, z którego wyrastają dwa rogi jelenie o pięciu rosochach, w środku nich dwie trąby myśliwskie w słup (barwy nieznane).

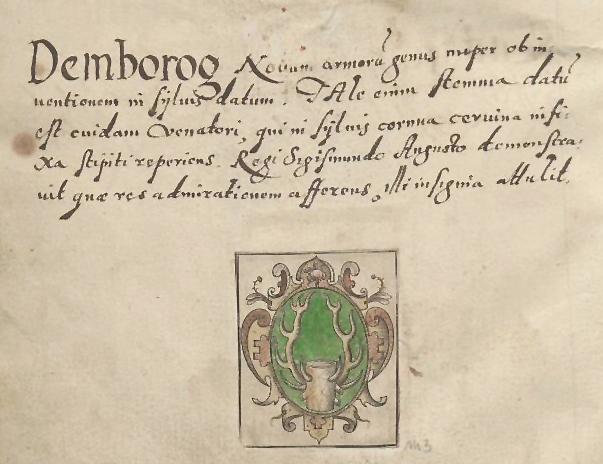
Dęboróg z „Klejnotów” Jana Długosza.

## Najwcześniejsze wzmianki
Nadany Filipowi Ofanasowiczowi (synowi Ofena), komornikowi królewskiemu i jego bratankowi - Siemionowi Fedorowiczowi 24 lutego 1562.

### Legenda herbowa
Herb ten nadał swojemu łowczemu w 1562 r. król Zygmunt August, który będąc na łowach zobaczył pień z wbitymi weń rogami jelenia. Oddany łowczy przyniósł królowi ten dziwny pieniek i odtąd zyskał przydomek „Dęboróg” i nadanie herbu.

### Symbolika mityczna herbu
Rogi jelenia nawiązują do postaci Akteona, zamienionego właśnie w jelenia. Pień dębowy (a ogólniej – drzewo) można interpretować jako jedną z form nawiązania do kobiety – bogini Artemidy. W takim ujęciu herb Dęboróg jest jednym z wielu ikonograficznych przedstawień tego greckiego mitu. Dębowy pień jest częstym motywem  wielu herbów, np. Nieczuji (i jej odmian), Godziemby, Dębu, Czelepały (Czelepoli), itp. Legendy związane ze wspomnianymi herbami kładą nacisk na zaklęte w drzewie dębowym nadprzyrodzone moce opiekuńcze. Stąd m.in. wywodzi się nazwa Ostrzew, czyli rodzaj oręża, świerczka, metalowego przedmiotu z ostrymi kolcami rzucanego pod nogi nieprzyjacielskim koniom. Herb Dęboróg może więc być późniejszą wersją Ostrzewia czy Nieczuji.

## Herbowni
Bylczyc (Bylczicz) Filon, Prokop, Ofan (Iwan) i Stanisław z majątku Bylczyce (Grodno, 1562).
Bylczyński, Dęboróg, Dowskurd, Ficki (niektóre rodziny), Gabriałowicz, Gabryałowicz, Gabryjałowicz, Ganiewicz, Gezgołd, Giezgołd, Hancewicz, Honcewicz, Honckiewicz, Mileński, Starzyński, Turowicz, Wieliński.

Odmiana rodziny Turowicz

- Leon Leligdowicz – podpułkownik WP
- Mirosław Leligdowicz – kapitan PSZ
- Alaksandr Haniewicz – białoruski dyplomata
- Bolesław Bylczyński (1908–1940) – porucznik piechoty WP, ofiara zbrodni katyńskiej
- Jan Bylczyński (1895–?) – major artylerii WP
- Janusz Bylczyński (1920–1990) – aktor
- Konstanty Bylczyński (1893–1969) – kapitan artylerii WP
- Jakub Bylczyński (1881–1954) – krytyk muzyczny, działacz niepodległościowy
- Paweł Bylczyński (1909–1993) – żołnierz AK, powstaniec warszawski
- Stanisław Bylczyński (1889–1941) – kapitan pilot WP, zmarł w obozie Rothsey w Szkocji

## Odmiany
- Turowiczów na Wołyniu – pole niebieskie, w klejnocie pięć piór strusich[4].
- Dęborog III – półksiężyc pomiędzy rogami i taki sam w klejnocie.

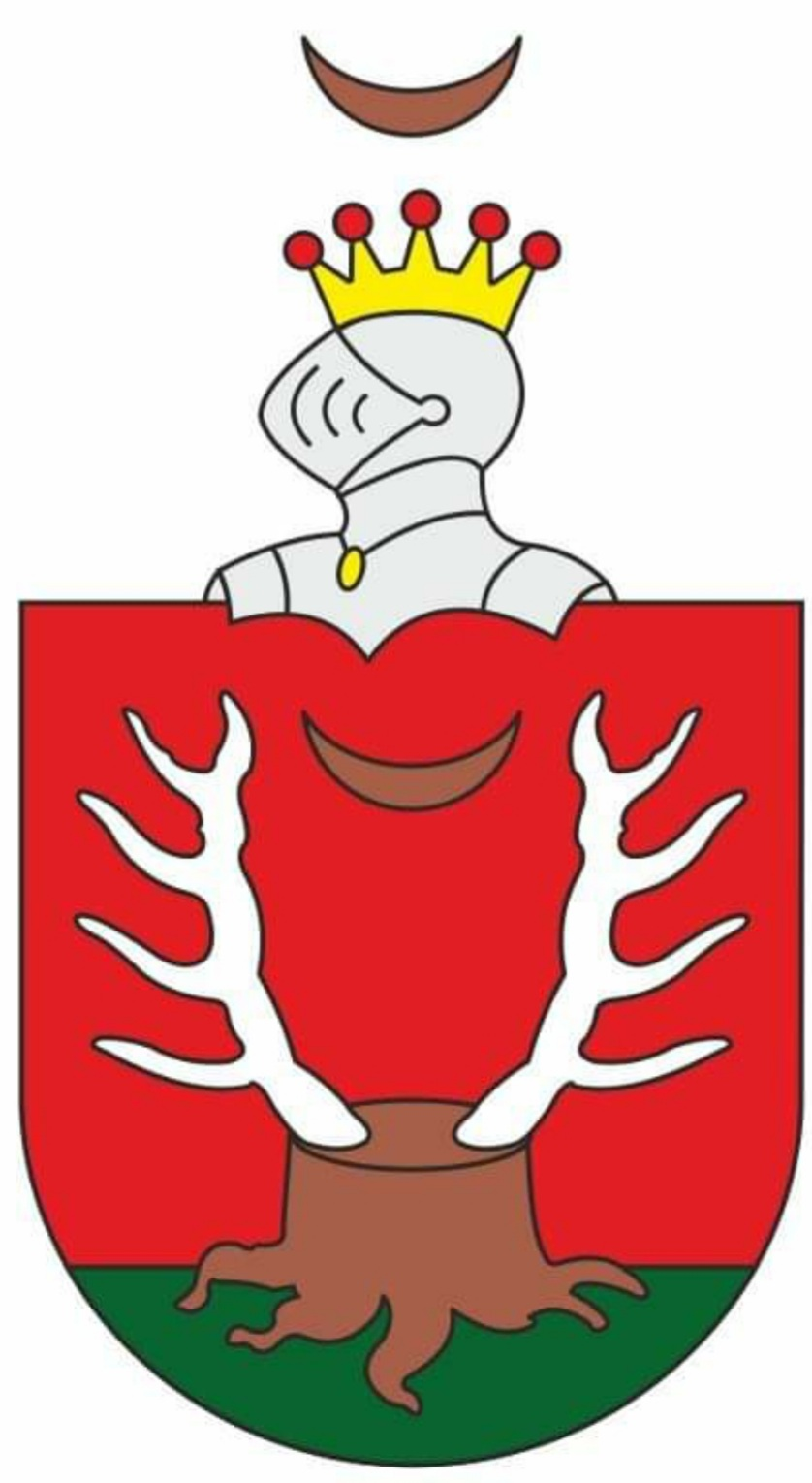
Dęboróg III

### Wybrane źródła wtórne
- Ambrosius Marcus de Nissa, Arma Regni Poloniae, Antwerpia 1562, 2. egz. BN w Paryżu (wyd. 3, 1 polskie – 1882), k. 4v
- Bartosz Paprocki, Gniazdo cnoty, Kraków 1578, s. 46, 588, 1252,
- Bartosz Paprocki, Herby rycerstwa polskiego, T. 1-5, Kraków 1584 (repr.: Herby rycerstwa polskiego przez Bartosza Paprockiego zebr. i wyd. r. p. 1584, wyd. K. J. Turowskiego, Kraków – Biblioteka Polska – 1858, s. 759)
- Szymon Okolski, Orbis Polonus, T. 1, Kraków 1641-1645, s.148
- Bielski Marcin, Kronika polska Marcina Bielskiego nowo wydana..., s. 650
- Kasper Niesiecki, Korona Polska..., T. 3, Lwów – Collegium Lwowskie S.J. - 1728-1743
- Herbarz polski Kaspra Niesieckiego S.J. powiększony..., przez Jana Nep. Bobrowicza, T. 3, Lipsk 1839-1846 (+ T. 10: Dodatek do herbarza Polskiego ks. K. N. obejmujący dalsze rodowodowe wiadomości... przez J. N. Bobrowicza, Lipsk – jw. – 1844)
- Gołuchowski A. hr., Poczet szlachty galicyjskiej i bukowińskiej, Lwów – Druk. Instytutu Stauropigiańskiego M. Dzikowskiego – 1857, s. 31
- Zygmunt Wdowiszewski, Regestry nobilitacji w Polsce (1404-1794), (w: Materiały do biografii..., T. 9, B.  Sztokholm 1987, s. 24. 55
- Józef Szymański, Herbarz rycerstwa Polskiego z XVI w., Warszawa 2001, s. 53-54 (cyt. ML i Klejnoty)
- Barbara Trelińska (oprac.), Album armorum nobilium Regni Poloniae XV-XVIII saec., Lublin 2001, s. 110-111, 142-143 (w oparciu o: Metrykę Litewską)